# Bom Jesus do Oeste
Pour les articles homonymes, voir Bom Jesus.
Bom Jesus do Oeste est une ville brésilienne de l'ouest de l'État de Santa Catarina.

## Géographie
Bom Jesus do Oeste se situe par une latitude de 26° 41′ 24″ sud et par une longitude de 53° 05′ 52″ ouest, à une altitude de 618 mètres.
Sa population était de 2 132 habitants au recensement de 2010. La municipalité s'étend sur 68 km2.
Elle fait partie de la microrégion de Chapecó, dans la mésorégion Ouest de Santa Catarina.

## Villes voisines
Bom Jesus do Oeste est voisine des municipalités (municípios) suivantes :
- Maravilha
- Modelo
- Saltinho
- Santa Terezinha do Progresso
- Serra Alta
- Tigrinhos